# Jacob van Heemskerckklasse
De Jacob van Heemskerckklasse was een klasse van luchtverdedigings- en commandofregatten bij de Koninklijke Marine. Ze deden dienst tussen 1986 en 2005 en zijn vervolgens verkocht aan Chili. Ze stonden ook bekend als L-fregat of luchtverdedigingsfregat.

## Schepen
- Hr.Ms. Jacob van Heemskerck (F812) (1986-2004)
- Hr.Ms. Witte de With (F813) (1986-2005)

## Achtergrond
In de defensienota 1974 waren voor het eerst plannen opgenomen voor de bouw van een aangepast standaardfregat, dat dienst zou gaan doen als vlaggenschip voor een derde escortegroep. Al eerder was namelijk afgezien van een derde Geleide Wapenfregat omwille van de hoge kosten.
Het aangepaste standaardfregat zou voorzien worden van een toegevoegd luchtverdedigingssysteem (i.c. Standard Missiles, hetzelfde systeem waarmee de GW-fregatten bewapend waren) en gebouwd worden aansluitend op de serie van 12 standaardfregatten. Het schip zou groter worden: behalve een extra wapensysteem zou het namelijk ook nog ruimte moeten hebben voor twee helikopters.
Door forse financiële verplichtingen werden aanvankelijk geen fondsen voor dat schip gereserveerd. In 1981 werd - onverwacht - een wijziging in de planning mogelijk, omdat Griekenland twee standaardfregatten kocht, rechtstreeks vanaf de bouwlijn. Voor de marine werden toen twee nieuwe schepen besteld en besloten werd om die volgens aan aangepast ontwerp te bouwen.
De L-fregatten zijn gebaseerd op de Kortenaerklasse en net zo groot (en dus kleiner dan het oorspronkelijke ontwerp voor een aangepast standaardfregat). Om het Standard Missile systeem te plaatsen werden helikopterdek en hangar weggelaten. Ook het (76 mm) kanon op de bak werd niet geplaatst. Reden daarvan was dat de Grieken hun schepen graag uitgerust zagen met een tweede kanon op de hangar (de Nederlandse schepen voerden een Goalkeeper op die plaats) en om kosten te besparen werd bij de leverancier geen tweede bestelling geplaatst. Het uitgespaarde gewicht op het voorschip kon benut worden om het aantal Sea Sparrow raketten te vergroten. De L-fregatten hebben op de plaats van het kanon een dekhuis voor materiaalopslag.
In 1986 werden Hr. Ms. Jacob van Heemskerck (F812) en Hr. Ms. Witte de With (F813) in dienst gesteld voor de Koninklijke Marine.

## Overdracht aan Chili
In december 2004 is de Jacob van Heemskerck buiten dienst gesteld en op 16 december 2005 is deze overgedragen aan de Chileense Marine en hernoemd in Almirante Latorre (FFG 14).
In mei 2005 is ook de Witte de With buiten dienst gesteld. Op op 17 juli 2006 is het schip als Capitán Prat (FFG 11) bij de Chileense marine in dienst gesteld.